# Суданьес, Хайме де
Хайме де Суданьес (исп. Jaime de Zudáñez; 25 июля 1776, Чукисака, Вице-королевство Рио-де-ла-Плата (ныне Сукре Чукисака, Боливия) — 1832, Монтевидео) — южноамериканский политический и государственный деятель, юрист, герой борьбы за независимость государств Южной Америки (Соединённых провинций Южной Америки).

## Биография
Родился на территории нынешнего Сукре, который в то время был частью вице-королевства Рио-де-ла-Плата. До 1792 года изучал право в Королевском и Папском университете Сан-Франциско Ксавье де Чукисака, продолжил учёбу в Академии Каролины, где в 1795 году получил докторскую степень. Был назначен государственным защитником малоимущих.
Хайме де Суданьес был центральной фигурой Чукисакской революции, которая началась в Сукре 25 мая 1809 года, но была быстро подавлена.
Суданьес был арестован и доставлен в качестве заключенного в Кальяо (ныне Перу). После ареста по подозрению в заговоре публично призывал народ к неповиновению, когда его вели в тюрьму. В ответ на призыв толпа захватила город и власть. После освобождения в 1811 году отправился в Чили, где присоединился к движению борьбы за независимость под предводительством генералов Бернардо О’Хиггинса и Хуана Маккенны. Стал другом Хосе Мигеля Карреры.
С 8 апреля 1813 по 11 октября 1813 года занимал пост секретаря иностранных дел (министра иностранных дел) Чили.
В 1814 году, после поражения повстанцев в битве при Ранкагуа, избежал плена и бежал в Аргентину.Был противником политика Карлоса Марии де Альвеара. После падения последнего был назначен советником в совет Буэнос-Айреса, руководил выборами депутатов Буэнос-Айреса в Конгресс Тукумана.
С 1817 по 1819 год был вице-президентом Тукуманского конгресса, который тогда собирался в Буэнос-Айресе. С 1820 года жил в Монтевидео. С 1828 по 1830 годы был членом Учредительного собрания Уругвая, участвовал в провозглашении независимости и утверждении конституции этой страны.

## Память
В честь политика названы боливийская провинция Хайме-Суданьес (департамент Чукисака) и город Суданьес.